# Dieter Eilts
Dieter Eilts är en tysk fotbollsspelare och fotbollstränare, född 1964
Dieter Eilts var en av Tysklands bästa spelare under EM i fotboll 1996 då laget vann hela turneringen. Eilts spelade som balansspelare och sågs som en av Tysklands nyttigaste spelare. Eilts var inte minst en garant för den tyska defensiven när liberon Matthias Sammer gick på offensiv. Landslagskarriären tog slut kort tid efter men Eilts fortsatte framgångsrikt i Werder Bremen.
Eilts spelade under hela proffskarriären för SV Werder Bremen och var med om klubbens mest framgångsrika period med liga-, cup- och supercupsegrar samt seger i Cupvinnarcupen 1992. Eilts långa tid i klubben som spelare följdes av hans första tid som tränare för Werder Bremens ungdomslag. Eilts har senare gått vidare med sina tränarkarriär och blev tränare för FC Hansa Rostock. Men då fick han redan gå efter bara tio omgångar eftersom laget inte presterade som förväntat.

## Meriter
- EM i fotboll: 1996
  - EM-guld 1996